# Divadlo U Nováků
Divadlo U Nováků, nazývané také Divadlo Járy Kohouta , nebo Divadlo Járy Kohouta U Nováků  vzniklo v roce 1938 pod vedením komika Járy Kohouta v centru Prahy, ve Vodičkově ulici čp. 699, v paláci U Nováků.

## Založení divadla
Divadlo vzniklo v roce 1938 poté, co byla odebrána koncese Jiřímu Voskovcovi, na kterou bylo v paláci U Nováků provozováno Osvobozené divadlo (1929–1935, 1936–1938).
Kohout uzavřel před odjezdem Wericha a Voskovce do emigrace s nimi smlouvu, že jim dá odstupné 250 tisíc korun v hotovosti, převezme celý soubor a bude podporovat ve Werichově nepřítomnosti jeho matku. Majitelka domu paní Nováková pak přenechala Kohoutovi sál, včetně nábytku a rekvizit za 300 tisíc korun měsíčně.
Kohout sem přestěhoval i svůj soubor ze smíchovského Švandova divadla, které vlastnil a provozoval od roku 1935 pod vlastní koncesí.
Činnost Divadla U Nováků byla zahájena dne 21. prosince 1938 operetou autorů M. Drdáckého, B. Drdácké a F. Stibora To bylo v háji.

### Soubor
Kohout převzal umělecký soubor z Osvobozeného divadla (pro některé členy však neměl uplatnění, např. pro Šmerala, Honzla, Vítovou a Záhorského, přesto jim musel platit 3 000 korun měsíčně ) a další herci se přemístili do paláce U Nováků z jeho smíchovského divadla. Z Osvobozeného divadla přišli také František Filipovský (jako režisér) a Jindřich Plachta. Záhorský s Plachtou však záhy odešli a Filipovský vydržel necelou jednu sezonu. Divadlem prošli také například Miroslav Homola, Nelly Gaierová, Marie Norrová, Rudolf Lampa a další.

### Repertoár
Repertoár byl ryze zábavný, lidový, zahrnoval operetu, frašky se zpěvy a revue. Jednalo se mj. o díla tehdy populárních libretistů Karla Hašlera, Karla Melíška, Járy Beneše, Franty Paula, S. E. Nováčka, Josefa Stelibského a dalších. Repertoár se opíral především o sólistické výkony Járy Kohouta. Kohout se také pokusil zavést „literární cyklus“, občasných činoherních odpoledních představení (K. M. Walló zde uváděl své adaptace her španělské klasiky).,
K divácky úspěšným inscenacím divadla patřily:
- Zaječí pacička (353 repríz) .[8]
- Slon mezi porcelánem
- Potápka
- Děvčata v modrém
- Rozmarné zrcadlo (pásmo parodií Jana Snížka)

Několikrát týdně hrálo také divadlo odpolední představení pro děti (často ve spolupráci s Vojtou Mertenem, představujícím Kašpárka).

## Citát
| „                      | Jediným štěstím bylo, že mě Jára Kohout neangažoval jako herce, ale jako režiséra. Inscenoval jsem mu tedy jeho operetky. Pokoušel jsem se při tom aspoň malinko, ale pokaždé marně, dát těm inscenacím nějaké zdání serióznějšího divadla. Proto jsem dokonce jednou v bláhové představě, že přece jen něco kloudného vedle Kohouta prosadím, pozval ke spolupráci – těsně předtím než odejel do zahraničí – Sašu Machova a po něm i Jiřího Trnku jako výtvarníka scény. Ale ani účast vynikajícího choreografa a výtvarníka ničemu nepomohla. Vynaložené úsilí nebylo ani zdaleka úměrné konečnému efektu. | “ |
| — František Filipovský | |   |

## Po roce 1945, zánik divadla
Od září 1944 bylo divadlo, stejně jako všechna divadla v Protektorátě, uzavřeno.
Po válce zahájilo divadlo provoz 14. června 1945 pásmem národních písní Slavíček v režii Rudolfa Lampy. Divadlo již nebylo provozováno na soukromou Kohoutovu koncesi, ale Kohout byl zvolen ředitelem.
Divadlo uvedlo ještě satirickou kabaretní revue Loď živých a revuální hudební frašky J. Vondráka Podobizny a Do kola a dokola.
Divadlo ukončilo činnost v červenci roku 1946, kdy sál U Nováků získalo nově vzniklé Divadlo V+W. Jára Kohout odešel jako herec a později ředitel do Tylova divadla v Nuslích. Do exilu pak odešel v říjnu roku 1948.